# Parc national de Betla
Le parc national de Betla est un parc national situé dans Chota Nagpur Plateau du Palamau district dans le Jharkhand en Inde.
Betla était un des premiers parcs nationaux indiens à devenir une réserve Project Tiger.
Les animaux que l'on peut trouver à Betla sont des hiboux, des drongos, des civettes et des macaques rhésus. Des promenades à dos d'éléphants y sont offertes.